# 5e étape du Tour d'Espagne 2006
Pour un article plus général, voir Tour d'Espagne 2006.
La 5e étape du Tour d'Espagne 2006 a eu lieu le 30 août 2006 entre la ville de Plasence et la station de ski de Sierra de Béjar-La Covatilla sur une distance de 178 km. Elle a été remportée par l'Italien Danilo Di Luca (Liquigas) devant le Slovène Janez Brajkovič (Discovery Channel) qui termine dans le même temps que le vainqueur, et le Kazakh Andrey Kashechkin (Astana) troisième à 7 secondes. Di Luca en profite pour prendre le maillot doré de leader du classement général au détriment du Norvégien Thor Hushovd (Crédit agricole).

## Profil et parcours
Il s'agit de la première étape de montagne de ce Tour d'Espagne 2006. Quatre cols sont répertoriés :
- Puerto de Piornal (1re cat.)
- Puerto de Honduras (1re cat.)
- Alto de Lagunilla (2e cat.)
- La Covatilla (cat. E)

## Déroulement

### Récit
Après une belle explication dans la dernière montée, c'est Danilo Di Luca qui coiffe Janez Brajkovič au sprint. Alejandro Valverde et Carlos Sastre arrivent roue dans roue, sans trop puiser dans leurs réserves. Les grands perdants de cette étape sont Óscar Pereiro (5 min 38 s), le tenant du titre Denis Menchov (4 min 02 s), Alexandre Vinokourov (2 min 32 s). Iban Mayo limite les dégâts à 1 min 44 s.
Danilo Di Luca en profite pour revêtir le maillot de leader.

### Points distribués
| Premier   | Daniel Becke Allemagne | 4 pts |
| Second    | László Bodrogi Hongrie | 2 pts |
| Troisième | Ángel Gómez Espagne    | 1 pt  |

| Premier   | Joaquim Rodríguez Espagne | 4 pts |
| Second    | Xavier Florencio Espagne  | 2 pts |
| Troisième | Éric Leblacher France     | 1 pt  |

| Premier   | Ángel Vallejo Espagne      | 16 pts |
| Second    | Xavier Florencio Espagne   | 12 pts |
| Troisième | Benoît Joachim Luxembourg  | 10 pts |
| Quatrième | José Miguel Elías Espagne  | 8 pts  |
| Cinquième | Pietro Caucchioli Italie   | 6 pts  |
| Sixième   | Sérgio Paulinho Portugal   | 4 pts  |
| Septième  | Michael Rasmussen Danemark | 3 pts  |
| Huitième  | Joaquim Rodríguez Espagne  | 2 pts  |
| Neuvième  | Íñigo Landaluze Espagne    | 1 pts  |

| Premier   | Vladimir Gusev Russie      | 16 pts |
| Second    | Pietro Caucchioli Italie   | 12 pts |
| Troisième | Benoît Joachim Luxembourg  | 10 pts |
| Quatrième | José Miguel Elías Espagne  | 8 pts  |
| Cinquième | Sérgio Paulinho Portugal   | 6 pts  |
| Sixième   | David Arroyo Espagne       | 4 pts  |
| Septième  | Michael Rasmussen Danemark | 3 pts  |
| Huitième  | Torsten Hiekmann Allemagne | 2 pts  |
| Neuvième  | José Luis Arrieta Espagne  | 1 pts  |

| Premier   | José Miguel Elías Espagne  | 10 pts |
| Second    | Pietro Caucchioli Italie   | 7 pts  |
| Troisième | Sérgio Paulinho Portugal   | 5 pts  |
| Quatrième | Vladimir Gusev Russie      | 3 pts  |
| Cinquième | David Arroyo Espagne       | 2 pts  |
| Sixième   | Michael Rasmussen Danemark | 1 pts  |

| Premier   | Danilo Di Luca Italie              | 30 pts |
| Second    | Janez Brajkovič Slovénie           | 25 pts |
| Troisième | Andrey Kashechkin Kazakhstan       | 20 pts |
| Quatrième | José Ángel Gómez Marchante Espagne | 16 pts |
| Cinquième | Carlos Sastre Espagne              | 12 pts |
| Sixième   | Alejandro Valverde Espagne         | 10 pts |
| Septième  | Ruggero Marzoli Italie             | 8 pts  |
| Huitième  | Samuel Sánchez Espagne             | 6 pts  |
| Neuvième  | Manuel Beltrán Espagne             | 4 pts  |
| Dixième   | Bernhard Kohl Autriche             | 3 pts  |
| Onzième   | Tom Danielson États-Unis           | 2 pts  |
| Douzième  | Leonardo Piepoli Italie            | 1 pts  |

## Classement de l'étape
| \| Classement de l'étape \| Classement de l'étape \| Classement de l'étape \| Classement de l'étape \| Classement de l'étape \| \| Coureur \| Coureur \| Pays \| Équipe \| Temps \| \| --------------------- \| -------------------------- \| --------------------- \| ------------------------------ \| --------------------- \| \| 1er \| Danilo Di Luca \| Italie \| Liquigas \| 5 h 02 min 25 s \| \| 2e \| Janez Brajkovič \| Slovénie \| Discovery Channel \| + 0 s \| \| 3e \| Andrey Kashechkin \| Kazakhstan \| Astana \| + 7 s \| \| 4e \| José Ángel Gómez Marchante \| Espagne \| Saunier Duval-Prodir \| + 15 s \| \| 5e \| Carlos Sastre \| Espagne \| CSC \| + 22 s \| \| 6e \| Alejandro Valverde \| Espagne \| Caisse d'Épargne-Illes Balears \| + 22 s \| \| 7e \| Ruggero Marzoli \| Italie \| Lampre-Fondital \| + 36 s \| \| 8e \| Samuel Sánchez \| Espagne \| Euskaltel-Euskadi \| + 39 s \| \| 9e \| Manuel Beltrán \| Espagne \| Discovery Channel \| + 39 s \| \| 10e \| Bernhard Kohl \| Autriche \| T-Mobile \| + 42 s \| |                            |            |                                |                 |
| |                            |            |                                |                 |
| |                            |            |                                |                 |
| Classement de l'étape |                            |            |                                |                 |
| Coureur | Coureur                    | Pays       | Équipe                         | Temps           |
| 1er | Danilo Di Luca             | Italie     | Liquigas                       | 5 h 02 min 25 s |
| 2e | Janez Brajkovič            | Slovénie   | Discovery Channel              | + 0 s           |
| 3e | Andrey Kashechkin          | Kazakhstan | Astana                         | + 7 s           |
| 4e | José Ángel Gómez Marchante | Espagne    | Saunier Duval-Prodir           | + 15 s          |
| 5e | Carlos Sastre              | Espagne    | CSC                            | + 22 s          |
| 6e | Alejandro Valverde         | Espagne    | Caisse d'Épargne-Illes Balears | + 22 s          |
| 7e | Ruggero Marzoli            | Italie     | Lampre-Fondital                | + 36 s          |
| 8e | Samuel Sánchez             | Espagne    | Euskaltel-Euskadi              | + 39 s          |
| 9e | Manuel Beltrán             | Espagne    | Discovery Channel              | + 39 s          |
| 10e | Bernhard Kohl              | Autriche   | T-Mobile                       | + 42 s          |

## Classement général
Avec sa victoire d'étape, l'Italien Danilo Di Luca (Liquigas) s'empare également du maillot or de leader du classement général. Grâce notamment au bonifications, il devance son dauphin du jour le Slovène Janez Brajkovič (Discovery Channel) de quatre secondes et le Kazakh Andrey Kashechkin (Astana) de 18 secondes.
| \| Classement général \| Classement général \| Classement général \| Classement général \| Classement général \| \| Coureur \| Coureur \| Pays \| Équipe \| Temps \| \| ------------------ \| -------------------------- \| ------------------ \| ------------------------------ \| ------------------ \| \| 1er \| Danilo Di Luca \| Italie \| Liquigas \| 18 h 37 min 56 s \| \| 2e \| Janez Brajkovič \| Slovénie \| Discovery Channel \| + 4 s \| \| 3e \| Andrey Kashechkin \| Kazakhstan \| Astana \| + 18 s \| \| 4e \| Carlos Sastre \| Espagne \| CSC \| + 29 s \| \| 5e \| José Ángel Gómez Marchante \| Espagne \| Saunier Duval-Prodir \| + 35 s \| \| 6e \| Alejandro Valverde \| Espagne \| Caisse d'Épargne-Illes Balears \| + 36 s \| \| 7e \| Manuel Beltrán \| Espagne \| Discovery Channel \| + 55 s \| \| 8e \| Tom Danielson \| États-Unis \| Discovery Channel \| DQ \| \| 9e \| Bernhard Kohl \| Autriche \| T-Mobile \| + 1 min 00 s \| \| 10e \| Samuel Sánchez \| Espagne \| Euskaltel-Euskadi \| + 1 min 04 s \| |                            |            |                                |                  |
| |                            |            |                                |                  |
| |                            |            |                                |                  |
| Classement général |                            |            |                                |                  |
| Coureur | Coureur                    | Pays       | Équipe                         | Temps            |
| 1er | Danilo Di Luca             | Italie     | Liquigas                       | 18 h 37 min 56 s |
| 2e | Janez Brajkovič            | Slovénie   | Discovery Channel              | + 4 s            |
| 3e | Andrey Kashechkin          | Kazakhstan | Astana                         | + 18 s           |
| 4e | Carlos Sastre              | Espagne    | CSC                            | + 29 s           |
| 5e | José Ángel Gómez Marchante | Espagne    | Saunier Duval-Prodir           | + 35 s           |
| 6e | Alejandro Valverde         | Espagne    | Caisse d'Épargne-Illes Balears | + 36 s           |
| 7e | Manuel Beltrán             | Espagne    | Discovery Channel              | + 55 s           |
| 8e | Tom Danielson              | États-Unis | Discovery Channel              | DQ               |
| 9e | Bernhard Kohl              | Autriche   | T-Mobile                       | + 1 min 00 s     |
| 10e | Samuel Sánchez             | Espagne    | Euskaltel-Euskadi              | + 1 min 04 s     |

Tom Danielson, a été déclassé par l'UCI.

## Classements annexes
| Classement par points | Classement par points | Classement par points | Classement par points | Classement par points |
| Coureur               | Coureur               | Pays                  | Équipe                | Points                |
| --------------------- | --------------------- | --------------------- | --------------------- | --------------------- |
| 1er                   | Thor Hushovd          | Norvège               | Crédit Agricole       | 68 pts                |
| 2e                    | Francisco Ventoso     | Espagne               | Saunier Duval-Prodir  | 47 pts                |
| 3e                    | Erik Zabel            | Allemagne             | Team Milram           | 45 pts                |
| 4e                    | Paolo Bettini         | Italie                | Quick Step-Innergetic | 35 pts                |
| 5e                    | Stuart O'Grady        | Australie             | CSC                   | 35 pts                |

| Classement par points | Classement par points | Classement par points | Classement par points | Classement par points |
| Coureur               | Coureur               | Pays                  | Équipe                | Points                |
| --------------------- | --------------------- | --------------------- | --------------------- | --------------------- |
| 1er                   | Thor Hushovd          | Norvège               | Crédit Agricole       | 68 pts                |
| 2e                    | Francisco Ventoso     | Espagne               | Saunier Duval-Prodir  | 47 pts                |
| 3e                    | Erik Zabel            | Allemagne             | Team Milram           | 45 pts                |
| 4e                    | Paolo Bettini         | Italie                | Quick Step-Innergetic | 35 pts                |
| 5e                    | Stuart O'Grady        | Australie             | CSC                   | 35 pts                |

| Classement de la montagne | Classement de la montagne | Classement de la montagne | Classement de la montagne | Classement de la montagne |
| Coureur                   | Coureur                   | Pays                      | Équipe                    | Points                    |
| ------------------------- | ------------------------- | ------------------------- | ------------------------- | ------------------------- |
| 1er                       | Danilo Di Luca            | Italie                    | Liquigas                  | 30 pts                    |
| 2e                        | José Miguel Elías         | Espagne                   | Relax-GAM                 | 26 pts                    |
| 3e                        | Benoît Joachim            | Luxembourg                | Discovery Channel         | 26 pts                    |
| 4e                        | Janez Brajkovič           | Slovénie                  | Discovery Channel         | 25 pts                    |
| 5e                        | Pietro Caucchioli         | Italie                    | Crédit Agricole           | 25 pts                    |

| Classement de la montagne | Classement de la montagne | Classement de la montagne | Classement de la montagne | Classement de la montagne |
| Coureur                   | Coureur                   | Pays                      | Équipe                    | Points                    |
| ------------------------- | ------------------------- | ------------------------- | ------------------------- | ------------------------- |
| 1er                       | Danilo Di Luca            | Italie                    | Liquigas                  | 30 pts                    |
| 2e                        | José Miguel Elías         | Espagne                   | Relax-GAM                 | 26 pts                    |
| 3e                        | Benoît Joachim            | Luxembourg                | Discovery Channel         | 26 pts                    |
| 4e                        | Janez Brajkovič           | Slovénie                  | Discovery Channel         | 25 pts                    |
| 5e                        | Pietro Caucchioli         | Italie                    | Crédit Agricole           | 25 pts                    |

| Classement du combiné | Classement du combiné      | Classement du combiné | Classement du combiné | Classement du combiné |
| Coureur               | Coureur                    | Pays                  | Équipe                | Points                |
| --------------------- | -------------------------- | --------------------- | --------------------- | --------------------- |
| 1er                   | Danilo Di Luca             | Italie                | Liquigas              | 10 pts                |
| 2e                    | Janez Brajkovič            | Slovénie              | Discovery Channel     | 15 pts                |
| 3e                    | Andrey Kashechkin          | Kazakhstan            | Astana                | 20 pts                |
| 4e                    | José Ángel Gómez Marchante | Espagne               | Saunier Duval-Prodir  | 27 pts                |
| 5e                    | Carlos Sastre              | Espagne               | CSC                   | 32 pts                |

| Classement du combiné | Classement du combiné      | Classement du combiné | Classement du combiné | Classement du combiné |
| Coureur               | Coureur                    | Pays                  | Équipe                | Points                |
| --------------------- | -------------------------- | --------------------- | --------------------- | --------------------- |
| 1er                   | Danilo Di Luca             | Italie                | Liquigas              | 10 pts                |
| 2e                    | Janez Brajkovič            | Slovénie              | Discovery Channel     | 15 pts                |
| 3e                    | Andrey Kashechkin          | Kazakhstan            | Astana                | 20 pts                |
| 4e                    | José Ángel Gómez Marchante | Espagne               | Saunier Duval-Prodir  | 27 pts                |
| 5e                    | Carlos Sastre              | Espagne               | CSC                   | 32 pts                |

| Classement par équipes | Classement par équipes         | Classement par équipes | Classement par équipes |
| Équipe                 | Équipe                         | Pays                   | Temps                  |
| ---------------------- | ------------------------------ | ---------------------- | ---------------------- |
| 1re                    | Discovery Channel              | États-Unis             | 55 h 40 min 27 s       |
| 2e                     | Astana                         | Espagne                | + 2 min 37 s           |
| 3e                     | Saunier Duval-Prodir           | Espagne                | + 2 min 39 s           |
| 4e                     | Euskaltel-Euskadi              | Espagne                | + 2 min 55 s           |
| 5e                     | Caisse d'Épargne-Illes Balears | Espagne                | + 3 min 25 s           |

| Classement par équipes | Classement par équipes         | Classement par équipes | Classement par équipes |
| Équipe                 | Équipe                         | Pays                   | Temps                  |
| ---------------------- | ------------------------------ | ---------------------- | ---------------------- |
| 1re                    | Discovery Channel              | États-Unis             | 55 h 40 min 27 s       |
| 2e                     | Astana                         | Espagne                | + 2 min 37 s           |
| 3e                     | Saunier Duval-Prodir           | Espagne                | + 2 min 39 s           |
| 4e                     | Euskaltel-Euskadi              | Espagne                | + 2 min 55 s           |
| 5e                     | Caisse d'Épargne-Illes Balears | Espagne                | + 3 min 25 s           |